# リフォージャー演習

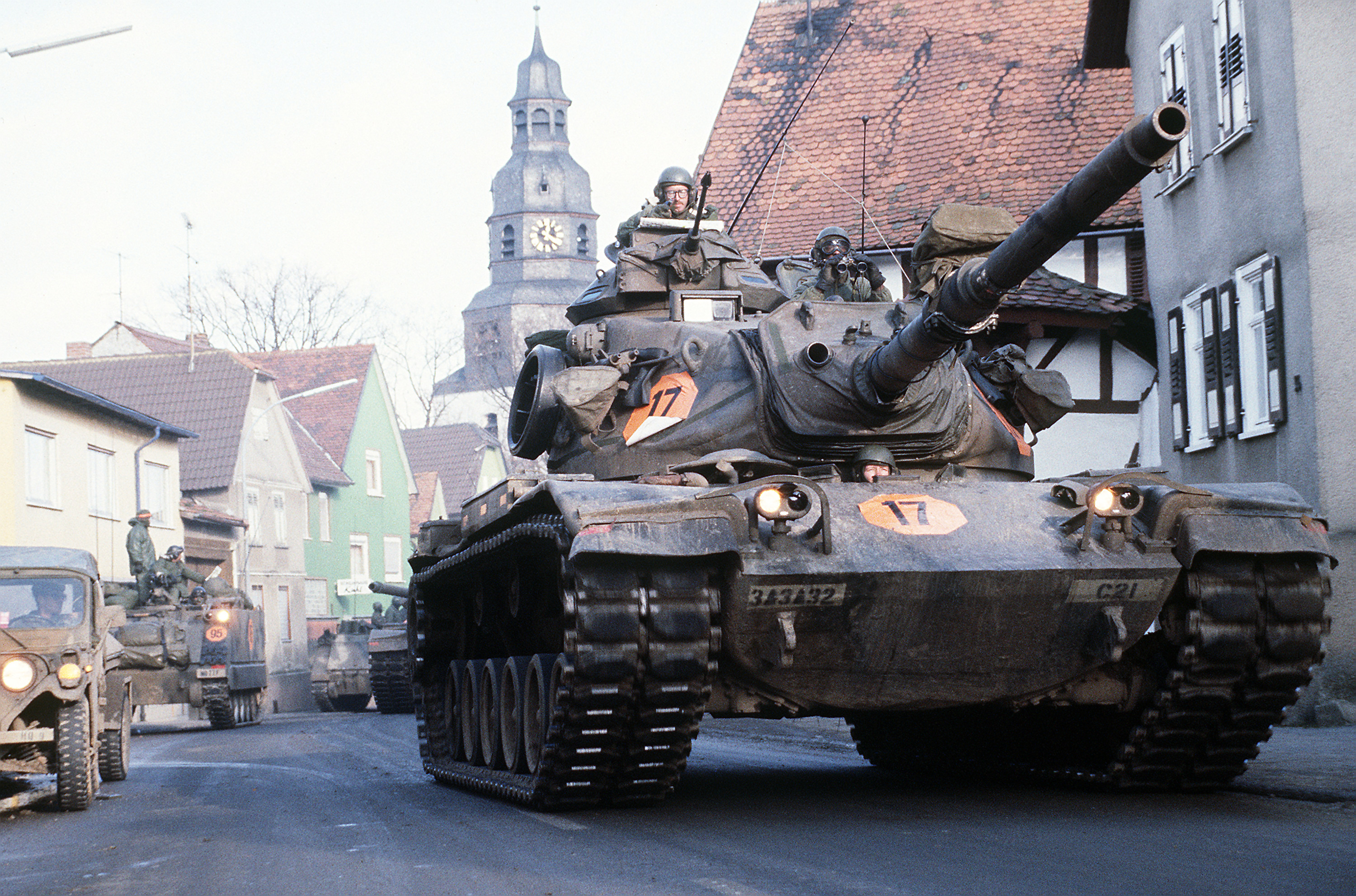
西ドイツにて演習中のM60パットンA3戦車（1985年）

リフォージャー演習(Exercise REFORGER)は、冷戦期に北大西洋条約機構（NATO）が行っていた軍事演習。部隊実働演習であり、西ドイツへの増援部隊配備演習であった。リフォージャー（REFORGER）とは"REturn of FORces to GERmany"（ドイツへの軍の帰還）のアクロニムである。
この演習は1967年以降、1993年まで1989年を除き、毎年行われた。実戦的な演習であり、ホット・ウォーとなった場合が考慮され、演習と実作戦の差異は少ないように設定された。増援演習であるため、軍事空輸コマンド(MAC)や海上輸送司令部(MSC)、民間予備航空隊が重要な役割を果たした。
冷戦の終結により、欧州における大規模軍事衝突の恐れが減少したため、演習は行われなくなった。

## リフォージャー演習
1969年1月から始まった本演習は17,000人規模で実施され、1993年に実施された最後の演習では7,000人が参加した。演習の最大規模は1988年に実施され124,800人の将兵が参加している。
| 名称                                                                       | 開始           | 終了           | 参加兵力  | 主要部隊 | 展開地域 |
| -------------------------------------------------------------------------- | -------------- | -------------- | --------- | --- | --- |
| Reforger I カーバイド・アイスFTX（実動訓練）                               | 1969年1月29日  | 1969年2月4日   | 17,000人  | 米第24歩兵師団、米第2騎兵連隊 | 北部バイエルン、アンベルク、ホーエンフェルス、グラウフェンヴェーア |
| Reforger II セルタン・スラストFTX                                          | 1970年10月13日 | 1970年10月23日 | 33,500人  | 米第7軍団、米第1歩兵師団、米第3歩兵師団、加第4歩兵旅団、独第35装甲擲弾兵旅団 | バンベルク、エーバーン、シュヴァインフルト、ヴュルツブルク、キッツィンゲン、バイロイト、グラウフェンヴァーア、ハスフルト、ペグニッツ、ノイマルク                                                                                     |
| Reforger III セルタン・フォージFTX                                         | 1971年10月11日 | 1971年10月25日 | 33,000人  | 米第7軍団、米第1歩兵師団、加第1歩兵旅団、独第35装甲擲弾兵旅団、独第36装甲旅団 | インゴルシュタット、アンベルク、フライジンク、バイルングリース、ランツフート、シュヴァンドルフ、ミュンヘン、ニュルンベルク、バイロイト                                                                                               |
| Reforger IV セルタン・シールドFTX                                          | 1973年1月9日   | 1973年1月22日  | 46,000人  | 米第7軍団、米第1歩兵師団、米第1機甲師団、米第2機甲師団 | バート・メルゲントハイム、ヴァルデュルン、クライルスハイム、ヴァルツブルク、キッツィンゲン、ローテンブルク・オプ・デア・タウバー、ノイシュタット・アン・デア・アイシュ                                                               |
| Reforger V セルタン・チャージTX                                            | 1973年10月9日  | 1973年10月16日 | 51,000人  | 米第7軍団、米第1歩兵師団、米第3機甲師団、独第29装甲旅団 | ニュルンベルク、アンスバッハ、シュヴェービッシュ・ハル、シュヴェービッシュ・グミュント、ディンケルスビュール、インゴルシュタット、クライルスハイム                                                                                   |
| Reforger 74 セルタン・プレッジFTX                                          | 1974年10月10日 | 1974年10月23日 | 44,000人  | 米第7軍団、米第1歩兵師団、米第1機甲師団、米第2騎兵連隊、加第4歩兵旅団 | シュトゥットガルト、ウルム、ドナウヴェルト、アイヒシュテット、ヴァイセンブルク、クライルスハイム、ハイデンハイム・アン・デア・ブレンツ、ゲッピンゲン、シュヴェービッシュ・ハル、ディンケルスビュール                                 |
| Reforger 75 セルタン・トレックFTX                                          | 1975年10月14日 | 1975年10月23日 | 57,000人  | 米第7軍団、米第2歩兵師団、米第3歩兵師団、米第3機甲騎兵連隊 | アンスバッハ、フュルト、エアランゲン、フルダ、ハーナウ、ダルムシュタット、ハイデルベルク |
| Reforger 76 ゴルディアン・シールドFTX                                      | 1976年9月7日   | 1976年9月11日  | 40,000人  | 米第7軍団、米第101空挺師団、米第11機甲騎兵連隊、独第13装甲擲弾兵旅団 | アルスフェルト、フェルダタール、ラウターバッハ、マールブルク・アン・デア・ラーン、ツァイルバッハ |
| Reforger 76 ラーレス・チームFTX                                            | 1976年9月11日  | 1976年9月17日  | 43,000人  | 米第1機甲師団、米第101空挺師団、米第2機甲騎兵連隊、独第29装甲擲弾兵旅団、加第4歩兵旅団 | ニュルンベルク、アムベルク、レーゲンスブルク、インゴルシュタット、ドナウヴェルト、アンスバッハ |
| Reforger 77 カーボン・エッジFTX                                            | 1977年9月13日  | 1977年9月21日  | 51,800人  | 米第7軍団、米第2歩兵師団、米第3歩兵師団、米第4歩兵師団、米第3機甲騎兵連隊 | シュトゥットガルト、テュービンゲン、ウルム、アウクスブルク、ミュンヘン、フュッセン、ゾントホーフェン、フリードリヒスハーフェン、トゥットリンゲン                                                                                     |
| Reforger 78 セルタン・シールドFTX                                          | 1978年9月18日  | 1978年9月28日  | 55,780人  | 米第7軍団、米第3歩兵師団、米第4歩兵師団、米第5歩兵師団、米第8歩兵師団、米第11機甲騎兵連隊 | フランクフルト・アム・マイン、ヴェッツラー、バート・ヘルスフェルト、フルダ、ヴィルトフレッケン、カールシュタット、アシャッフェンブルク、ハーナウ、シュヴァインフルト、ダルムシュタット、リンブルク・アン・デア・ラーン、マールブルク |
| Reforger 79 セルタン・センチネルFTX                                        | 1979年1月27日  | 1979年2月1日   | 61,000人  | 米第7軍団、米第1機甲師団、米第2歩兵師団、米第2騎兵連隊 | バンベルク、ハンメルブルク、ヴュルツブルク、アンスバッハ |
| Reforger 80 セルタン・ランパートFTX                                        | 1980年9月15日  | 1980年9月24日  | 38,000人  | 米第7軍団、米第1機甲師団、米第3歩兵師団、米第2騎兵連隊 | ニュルンベルク、インゴルシュタット、シャイヤー、アウクスブルク、レーゲンスブルク、グンツェンハウゼン、アンスバッハ |
| Reforger 81 セルタン・エンカウンターFTX                                    | 1981年9月8日   | 1981年9月23日  | 70,000人  | 米第3軍団、米第5軍団、米第3歩兵師団、米第4歩兵師団、米第8歩兵師団、米第11機甲騎兵連隊 | フルダ、ギーセン、バート・ヘルスフェルト、マールブルク、シュヴァルム＝エーダー郡、ヴェッテラウ郡 |
| Reforger 82 カービン・フォートレスFTX                                      | 1982年9月13日  | 1982年9月30日  | 72,500人  | 米第3軍団、米第5軍団、米第7軍団、米第1歩兵師団、米第1機甲師団、米第3歩兵師団、米第8歩兵師団 | バンベルク、ローテンブルク・オプ・デア・タウバー、ハイデンハイム、ヴェルトハイム、シュヴァインフルト、エーバーン、オクゼンフルト、シュタイガーヴァルト                                                                               |
| Reforger 83 コンフィデント・エンタープライズFTX                            | 1983年9月19日  | 1983年9月30日  | 61,000人  | 米第5軍団、米第3機甲師団、米第8歩兵師団、米第3機甲騎兵連隊、米第11機甲騎兵連隊 | バート・ヘルスフェルト、フォーゲルスベルク郡、ギーセン、マイン＝キンツィヒ郡 |
| Reforger 84 セルタン・フューリーFTX                                        | 1984年9月12日  | 1984年9月28日  | 50,000人  | 米第7軍団、米第1歩兵師団、米第3歩兵師団、米第5歩兵師団、米第2騎兵連隊 | ドナウヴェルト、ネルトリンゲン、シュヴェービッシュ・ハル、ゲッピンゲン、アンスバッハ |
| Reforger 85 セントラル・ガーディアンFTX                                    | 1985年1月21日  | 1985年1月31日  | 72,000人  | 米第5軍団、米第3機甲師団、米第4歩兵師団、米第8歩兵師団、米第197歩兵旅団、米第11騎兵連隊、 | カッセル、フランケンベルク・アン・デア・エーダー、ホムベルク、ノイキルヒェン、フォーゲルスベルク郡、バート・ヘルスフェルト、バッテンベルク (エーダー)、ギーセン、ヴェッツラー、ブーツバッハ                                          |
| Reforger 86 セルタン・センチネル86 - FTX                                   | 1986年1月20日  | 1986年1月31日  | 73,000人  | 米第7軍団、米第1機甲師団、米第1歩兵師団、米第11騎兵連隊、加第4歩兵旅団、独第12装甲師団 | シュヴァインフルト、クルムバッハ、ホーフ、ヴァイデン、シュヴァンドルフ、アンスバッハ、キッツィンゲン、グラーフェンヴェーア、バンベルク                                                                                               |
| Reforger 87 セルタン・ストライクFTX / CPX（指揮所演習）                    | 1987年9月14日  | 1987年9月24日  | 78,300人  | 米第3軍団、米第2機甲師団、米第1騎兵旅団、独第1装甲師団、独第1装甲擲弾兵旅団、独第3装甲旅団、蘭第4師団、蘭第43機械化歩兵旅団、英第4機甲旅団                                                                                            | ハノーファー、ヴォルフスブルク、ユルツェン、ローテンブルク、ゾルタウ、フェルデン、ニーンブルク/ヴェーザー |
| Reforger 88 セルタン・チャレンジFTX / CPX                                  | 1988年9月6日   | 1988年9月26日  | 124,800人 | 米第5軍団、米第7軍団、米第1歩兵師団、米第3機甲師団、米第3歩兵師団、米第8歩兵師団、米第197歩兵旅団、米第3機甲騎兵連隊、米第2騎兵連隊、米第11機甲騎兵連隊、米第3歩兵師団、米ベルリン旅団、加第4歩兵旅団、独第10装甲師団、独第12装甲師団 | バート・キッシンゲン、バンベルク、ニュルンベルク、ディンケルスビュール、ハイデンハイム、クライルスハイム、ハイルブロン、シュヴェービッシュ・ハル、バート・メルゲントハイム、ヴェルトハイム、ゲミュンデン・アム・マイン               |
| Reforger 90 センチュリオン・シールド90 - CFX（指揮所野外演習） / FTX / CPX | 1990年1月15日  | 1990年1月26日  | 57,300人  | NATO中央軍集団、米第5軍団、米第7軍団、米第1歩兵師団、米第1機甲師団、米第2機甲師団、米第3機甲師団、米第8歩兵師団、米第10山岳師団、米第2騎兵連隊、米第11機甲騎兵連隊、独第1山岳師団、独第13装甲擲弾兵旅団、独第36装甲旅団               | アンスバッハ、レーゲンスブルク、ランツフート、ダッハウ、シュヴェツィンゲン、ハイルブロン |
| Reforger 91 セルタン・シールド91 - CFX / FTX / CPX                         | 1991年9月10日  | 1991年9月20日  | 28,400人  | NATO北部軍集団、米第3軍団、米第5軍団、米第4歩兵師団、アメリカ本土の司令部、イギリス軍とベルギー軍からは小規模部隊 | アンスバッハ、ダッハウ、ハイルブロン、ランツフート、シュヴェツィンゲン |
| Reforger 92 セルタン・キャラバンCFX / FTX / CPX                            | 1992年9月17日  | 1992年11月15日 | 20,000人  | NATO中央軍集団、米第5軍団、米第1歩兵師団、独第3軍団 | ヘッセン州、ホーエンフェルス (オーバープファルツ) |
| Reforger 93 チャリオット・フューリーCFX / FTX / CPX                        | 1993年5月      | 1993年5月      | 7,000人   | NATO中央軍集団、米第5軍団、米第1機甲師団、米第3歩兵師団、独第5装甲師団、英第20機甲旅団、蘭第12歩兵旅団 | カイザースラウテルン |